# جون نابير (متزلج جماعي)
جون نابير (بالإنجليزية: John Napier)‏ هو متزلج جماعي أمريكي، ولد في 12 ديسمبر 1986 في سكنيكتادي في الولايات المتحدة.

## وصلات خارجية
- جون نابيير على موقع IBSF (الإنجليزية)
- جون نابيير على موقع اللجنة الأولمبية الدولية (الإنجليزية)
- جون نابيير على موقع أوليمبيديا (الإنجليزية)
- جون نابيير على موقع اللجنة الأولمبية والبارالمبية الأمريكية (الإنجليزية)